# Дембовский, Людвиг Матвей
Барон (с 1810) Людвиг Матвей Дембовский (пол. Ludwik Mateusz Dembowski; 24 августа 1768, Гура, Нижнесилезское воеводство — 18 июля 1812, Вальядолид) — польский и французский военный деятель, бригадный генерал французской армии (1809). Офицер ордена Почётного легиона (1810).

## Биография
Родился в 1768 году. Выходец из шляхетского рода Дембовских герба Елита. Старший брат бригадного генерала радикально-левых взглядов Яна (Жана) Дембовского.
В 1784 году, в возрасте около 16 лет, поступил офицером в Королевскую польскую армию. Участвовал в сражениях против русских войск в 1792 году и в восстании Костюшко в 1794. Дослужился до майора. После поражения восстания выехал во Францию.
В 1796 году был принят капитаном во французскую Альпийскую армию. В том же году был переведён в штаб французской Итальянской армии генерала Бонапарта, участвовал в боевых действиях в Италии, был ранен. В феврале 1797 года лично генералом Бонапартом назначен командиром одного из батальонов 2-го Польского легиона.
В марте 1799 года отличился в сражении под Вероной, где был ранен ещё раз и за отличие произведён во временные бригадные генералы. В августе того же года сражался при Нови против войск А. В. Суворова. Затем принял участие в обороне Мантуи и вместе со всем гарнизоном попал в плен.
Уже в 1800 году Дембовский был освобождён из плена. В 1802 году был назначен комендантом Цюриха. В 1803 году во главе 27-го лёгкого пехотного полка принял участие в экспедиции на Сан-Доминго, куда его сопровождали жена. На Сан-Доминго в городе Кап-Аитьен у Дембовского родился сын. Однако, французы понесли там большие потери. После окончательного провала экспедиции, Дембовский с другими офицерами отказался капитулировать в Кап-Апитьене и попытался вернуться во Францию на корабле. Однако, корабль сел на мель, а затем был захвачен англичанами, а все его пассажиры были в качестве пленных доставлены на Ямайку. Однако, поскольку Дембовского сопровождали его жена и новорожденный сын, его вскоре отпустили и уже в 1804 году он вернулся во Францию.
После этого Дембовский принял участие в Войне третьей коалиции в качестве начальника штаба одной из дивизий. В войне Четвёртой коалиции занимал должность заместителя начальника штаба 5-го армейского корпуса. В 1808 году сражался в Испании, занимая должность начальника штаба корпуса Мортье, причём отличился в сражении при Оканье.
Только в 1809 году был произведён в «постоянные» бригадные генералы.
Продолжая служить в Испании, в 1810 году получил от Наполеона титул барона Империи. Служа под началом Жирара, в октябре 1811 года участвовал в неудачном для французов сражении при Арройо дос Молинос. В конце того же года получил должность командира пехотной бригады.
В 1812 году в Вальядолиде предположительно был убит на дуэли другим французским генералом (по всей вероятности, бригадным генералом Франсуа Гереном д’Этокиньи, который на тот момент являлся французским губернатором Вальядолида. Генерал Герен д’Этокиньи был известен своим отвратительным характером и трижды — в 1811, 1813 и 1817 годах  подвергался административным наказаниям за самоуправство и должностные правонарушения. Вскоре после предполагаемой дуэли Герен самовольно покинул армию и спустя некоторое время был официально уволен в отставку, однако, среди событий, которые вменялись ему в вину, не упоминалась дуэль).
Вдове генерала Дембовского было отказано в пенсии, так как она полагалась лишь вдовам генералов и офицеров, погибших в бою.
Дореволюционный Энциклопедический словарь Брокгауза и Ефрона так описывает биографию Дембовского:

Людовик-Матвей Дембовский  — барон, французский генерал, по происхождению поляк. Дембовский служил раньше в коронных войсках, где отец его был полковником, и храбро сражался за родину. После падения Польши бежал во Францию, где вступил в военную службу (1795). Через 4 года он в чине полковника стоял во главе польского легиона и сражался при Нови и Мантуе. Особенно Д. отличился в испанской кампании (1809—11), успешно прикрывая отступление французской армии против англичан и испанцев.
— Дембовский, Людовик-Матвей // Энциклопедический словарь Брокгауза и Ефрона : в 86 т. (82 т. и 4 доп.). — СПб., 1890—1907.